# Pompejus pelare
Pompejus pelare är romersk kolonn i Alexandria i Egypten. Den ligger i guvernementet Alexandria, i den norra delen av landet, 180 km nordväst om huvudstaden Kairo. Den är drygt 20 meter hög och restes år 297 på uppdrag av kejsare Diocletianus. Pompejus pelare ligger 14 meter över havet. Dess namn härrör från en feltolkning av inskriptionen på pelaren, som är rest av Egyptens guvernör Publius och inte av Pompejus.